# 西岸美术馆
31°10′04″N 121°27′50″E / 31.167738°N 121.463801°E
西岸美术馆（英語：West Bund Museum）位于上海市徐汇区龙腾大道2600号，于2019年11月8日正式开馆。

## 历史
美术馆地块呈三角形，位于龙耀路与黄浦江的交汇处。由英国建筑师大卫·奇普菲尔德设计，历时三年建造完成，总建筑面积为2.5万平方米。其内部展示空间除了三个主要负责呈献常设展与特展作品的展厅外，还包括一个特别项目空间，以及由多功能厅、盒子、智造展厅（其中包括工作室、游乐场、儿童工坊）组成的地下一层。

### 蓬皮杜中心上海分馆
亦称上海蓬皮杜中心，是西岸美术馆与蓬皮杜中心五年展陈合作项目，该中心位于美术馆的侧翼，是蓬皮杜中心在亚洲的首个合作项目。作为中法两国文化协作的一部分，在未来五年内，双方将以共同策划为前提，在西岸美术馆展开3个为期不少于18个月的常设展和约10个为期半年的特展。2019年11月5日，时任法国总统马克龙和巴黎蓬皮杜艺术中心主席拉丝·维涅斯出席了该中心的开幕仪式。

### 商业设施
- 2F 美术馆酒廊
- 1F 美术馆咖啡厅
- 1F 书店
- B1 美术馆餐厅

## 参观资讯

### 开放时间
- 展区：周二-周日 10:00-17:00

- 商业设施：每天10:00-22:00

### 票价
- 平日：常设展70元，特展90元，常设展与特展联票150元

- 节假日：常设展80元，特展100元，常设展与特展联票170元

## 图片

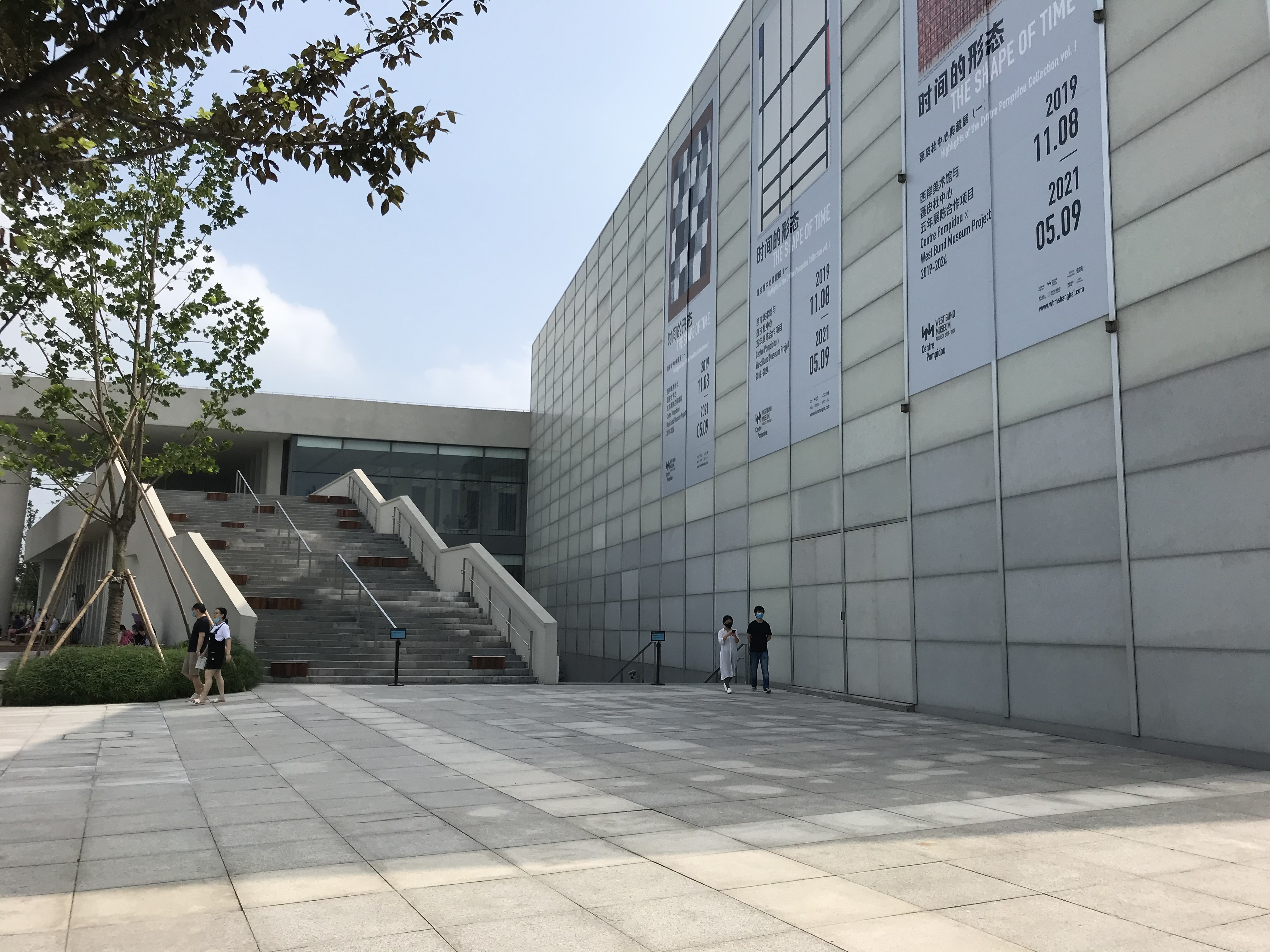
侧面阶梯
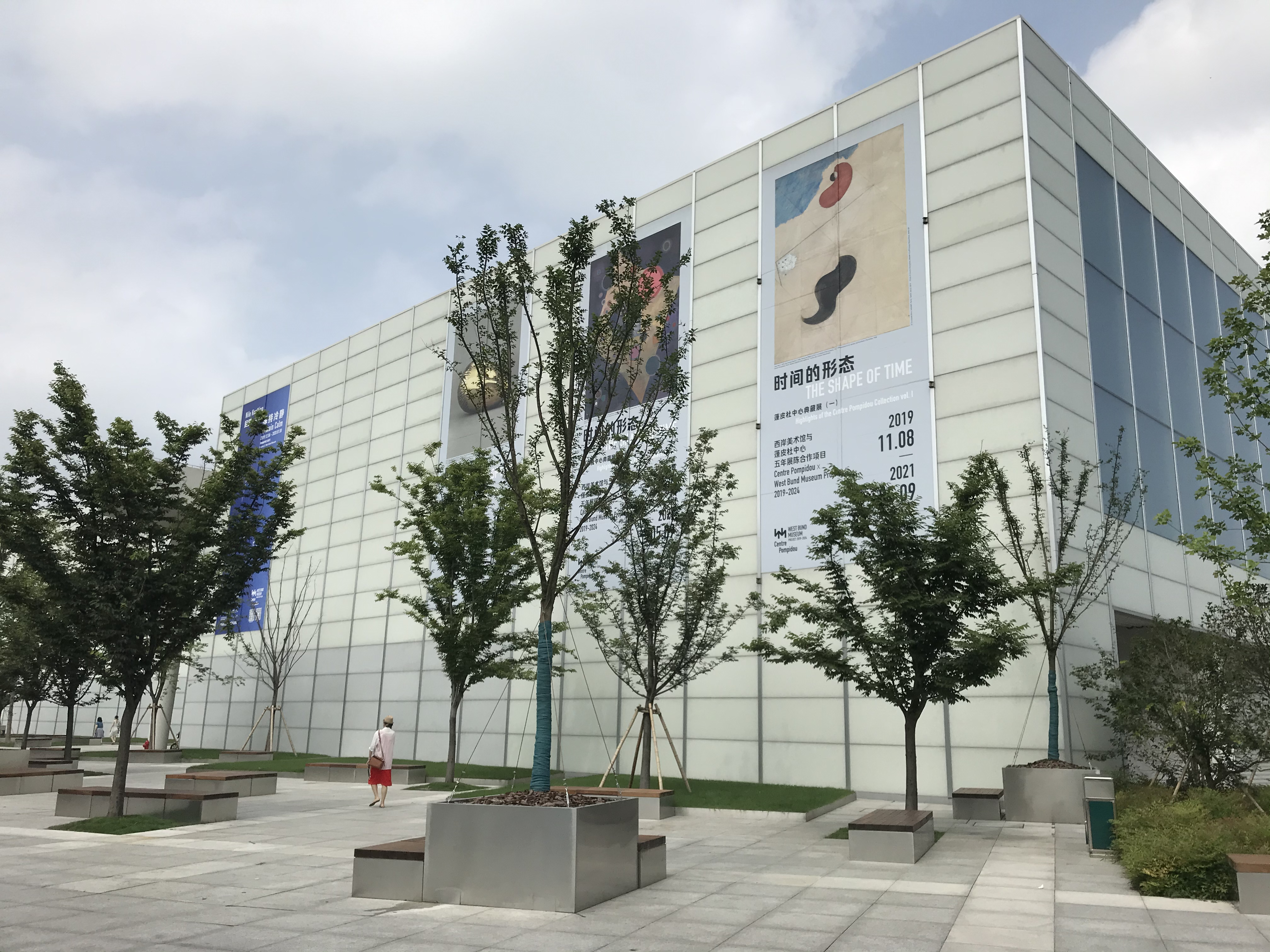
外观

## 交通

### 地铁
- 上海轨道交通11号线：云锦路站

### 公交
- 浦西滨江1路：龙腾大道龙兰路站